# Nacimiento (kommun i Chile, Región del Biobío, Provincia de Biobío, lat -37,49, long -72,82)
Nacimiento är en kommun i Chile.   Den ligger i provinsen Provincia de Biobío och regionen Región del Biobío, i den södra delen av landet, 500 km söder om huvudstaden Santiago de Chile.
I omgivningarna runt Nacimiento växer i huvudsak städsegrön lövskog. Runt Nacimiento är det ganska glesbefolkat, med 25 invånare per kvadratkilometer.